# 春日三球・照代
春日三球・照代（かすがさんきゅう・てるよ）は、日本の夫婦漫才コンビ。
「地下鉄の電車はどこから入れたの? それを考えてると一晩中寝られないの。」のフレーズで有名な地下鉄漫才で1970年代後半に一世を風靡し、落語家の立川談志をして「漫才でトリがとれる」と言わしめた。

## メンバー
- 春日 三球（かすが さんきゅう、本名：近馬 一正 - ちかま かずまさ、1933年10月21日 - 2023年5月17日[5]）　夫、ボケ担当。東京府東京市荒川区（現在の東京都荒川区）出身。
- 春日 照代（かすが てるよ、本名：近馬 せつ子 - ちかま せつこ、1935年12月8日 - 1987年4月1日[6]）　妻、ツッコミ担当。大阪府大阪市出身。

## 来歴

### 春日三球・照代結成前
三球はリーガル千太・万吉門下で、別の男性と『クリトモ一休・三休』の名で漫才コンビを組み、1957年に初舞台。『クリトモ』の屋号は、当時南千住にあった漫才の定打寄席『栗友亭』に因んだもの。
並いる若手の中でもテンポの良さで売り出し、1962年の第10回NHK新人漫才コンクールで優勝するなど、順風満帆のように思われた。ところがその直後の同年5月に、相方の一休が鉄道の三河島事故に巻き込まれて死去した。
このため、新しい相方（元ボーイズ・バラエティー協会所属のアコーディオン漫談家・ハウゼ畦元）と『第一球・三球』を組んで活動。その際に「三休」から「三球」に改名した。
一方、妻の照代は、上方夫婦漫才師『春日目玉・玉吉』の娘で、姉との姉妹漫才コンビ『春日淳子・照代』で13歳で初舞台。共に結婚・引退してコンビを解消している。

### 夫婦漫才活動時
1965年に三球と照代で『春日三球・照代』を組み直し、夫婦漫才コンビで再出発した。
売れる前は三球がウクレレ（実際に三球はウクレレは弾けず、弾いていなかった事が多い）を、照代がギターを持ち、テーマソングの「線路は続くよどこまでも」を歌ってから音曲漫才を展開していたが、次第にボケを活かしたしゃべくりに徹するようになり、1970年代中頃には「地下鉄漫才」が大ブレークして全国区になった。地下鉄ネタに続き、新幹線ネタや山手線ネタなどの鉄道ネタ、タクシーやエスカレーターといった乗り物全般に関するネタをシリーズ化して人気を維持した。

### 照代死去後
照代は、テレビ番組『新伍のお待ちどおさま』（TBS系）に出演中、クモ膜下出血に襲われ、舞台袖で急変し近くの大学病院に搬送されたが手遅れで手術できず、JRが発足した1987年4月1日に意識の戻らぬまま死去した。51歳没。
三球は再び人気絶頂で相方を失う憂き目に遭う。失意の三球を見兼ねた周囲が子役出身の声優で漫才経験のある若手女性芸人の芳賀みちるの世話にあたりコンビを組ませ、舞台に復帰させたものの、1988年5月27日に三球からコンビ解消の申し入れが落語協会と鈴本演芸場にあった。三球は1989年4月5日付で落語協会を退会した。なお、漫才協会には引き続き所属していた。なお、三球は1995年に現在の妻と再婚している。
三球はその後も精彩を欠くが、傷心が癒えると共に漫談家として再起し、NHKラジオ第1放送の『真打ち競演』等のラジオ番組や、NHK総合テレビの『笑いがいちばん』等のテレビ放送の演芸番組等に出演していた。
1989年5月18日、巣鴨地蔵通り商店街に山藤章二筆の巨大な似顔絵看板を掲げた『健康肌着の店-春日三球の店』を開店。ババシャツブームに乗って盛業中であったが2011年2月に閉店している。
巣鴨にちなみ青空うれしと組んでの掛け合いも時折見せていたが、本格的な漫才コンビ再結成には到らなかった。
亡くなる6年前に脳梗塞を患い、治療の過程で薬の影響により2022年8月には胃潰瘍の傷からの出血が止まらなくなり吐血、下血して一時入院。退院後は自宅で介護を受けながら生活していたという。
2023年5月17日、胃潰瘍の傷からの出血多量により、緊急搬送された都内の病院で死去した。89歳没。訃報は約1か月後の同年6月18日に明らかになった。

## 兄弟弟子
- リーガル天才・秀才
- ケーシー高峰
- 高峰和才・洋才[14]

## 地下鉄漫才
三球・照代の「地下鉄漫才」は当時の大人だけではなく、鉄道に興味を持つ子供たちにも広く受け入れられた。当時の2人のかけあいとして、
三球「…しかし、地下鉄の電車をどっから入れたんでしょうねぇ。それ考えると一晩中眠れなくなるの」
照代「あなたも面白いこと言うわね」
三球「あらかじめ電車を地下に埋めておいてトンネル掘りながら『確かこの辺に埋めたよなー』『あったぞあったぞ、電車が』なんて」
照代「そんなわけないじゃないの」
三球「じゃ、あなた知ってるんですか?」
照代「当たり前じゃない。地下鉄の階段から入れたんですよ」
三球「え、そうなんですか?」
照代「常識よ」
三球「そうなんですか。よく改札が通れましたねぇ。それ考えると、また眠れなくなっちゃう」
照代「寝りゃいいじゃないの。眠そうな顔をして」
といったものがあった。こうした漫才をテレビで観た子供たちが当時の営団地下鉄（現在の東京メトロ）の広報に「あの話は本当なんですか?」という問い合わせが夏休みなどに殺到し、営団は「実際には違います」と異例のPRを行う程だった。
1978年7月、開業直前の都営地下鉄新宿線の車両搬入時には大島車両検修場に招かれ、10-000形がクレーンで地下に降ろされる作業を見学した。
1980年には『花王名人劇場』（関西テレビ制作・フジテレビ系）で当時の営団地下鉄総裁・山田明吉と共演を果たした。

## ディスコグラフィー
シングル
- 地下鉄音頭（1978年、キャニオン・レコード）

LP
- のりものアラカルト/自動販売機/ぼくはスリラーファン（1977年、キャニオン・レコード）
  - 1987年5月2日に照代の追悼盤としてポニーからカセットテープで再発。

## 主な出演番組
- おはようワイド・土曜の朝に（朝日放送）
- お笑い大集合（フジテレビ）
- 花王名人劇場（関西テレビ）
- 銭形平次（フジテレビ）
- 気になる季節（テレビ朝日）
- おふたりさん!出番です（フジテレビ）

## CM
- 富士フイルム 一眼レフカメラ『フジカAZ-1』
- カネヨ石鹸 クレンザー『カネヨン』（三球のみ）
- 久光製薬 マグネキング（1980年）
- 伊藤ハム チーズイン（1983年）
- ホーユー ビゲンエリート（1983年）